# Знаки почтовой оплаты СССР (1983)
Зна́ки почто́вой опла́ты СССР (1983) — перечень (каталог) знаков почтовой оплаты (почтовых марок), введённых в обращение дирекцией по изданию и экспедированию знаков почтовой оплаты Министерства связи СССР в 1983 году.

## Список коммеморативных (памятных) марок
Порядок следования элементов в таблице соответствует номеру по каталогу марок СССР (ЦФА), в скобках приведены номера по каталогу «Михель».
| № по каталогу                        | Изображение | Описание и источники                          | Номинал   | Дата выпуска        | Тираж     | Художник         |
| ------------------------------------ | ----------- | --------------------------------------------- | --------- | ------------------- | --------- | ---------------- |
| (ЦФА [АО «Марка»] № 5457) (Mi #5337) |             | «С Новым, 1984 годом!»: - Кремлёвская звезда. | 0,05 руб. | 1 декабря 1983 года | 4 800 000 | Виктор Качинский |

## Комментарии
1. ↑  Ниже приведён перечень памятных художественных марок (с возможностью сортировки по номиналу, тиражу и дате введения в обращение).
2. ↑  Новогодняя марка «С Новым, 1984 годом!»: на многоцветной марке  (ЦФА [АО «Марка»] № 5457) — Кремлёвская звезда и снежинки, многоцветная. Разновидность  (ЦФА [АО «Марка»] № 5457А)  (Mi #5337U) — без зубцов. Глубокая печать, перфорирована: рамочная зубцовка 11½ (на каждые 2 сантиметра края марки приходится 11½ зубцов). В марочных листах 50 (5×10) и малые листы (кляйнбогены) по 16 (4×4) марок[2][6][7].